# 断絶 (映画)
『断絶』（だんぜつ、原題: Two-Lane Blacktop）は、モンテ・ヘルマン監督による1971年のアメリカ合衆国のロードムービー。

## あらすじ
シボレーに乗った運転手（ジェームズ・テイラー）と整備工（デニス・ウィルソン）は、地元住民とのドラッグレースによって日銭を稼ぎながら、町から町へと旅を続けている。
カリフォルニア州から国道66号線を東へ向かう道すがら、アリゾナ州にて、2人はヒッチハイカーの少女（ローリー・バード）を同乗させる。
ニュー・メキシコ州にて、ポンティアック・GTOに乗った男（ウォーレン・オーツ）が現れ、2人と敵対する。お互いの車両の所有権を賭けて、ワシントンD.C.へのレースが行われることになる。
整備工と一夜の関係をもった少女は、メンフィスでGTOに乗り換えて、運転手と整備工を落胆させる。少女に惹かれている運転手が彼女を追いかけてダイナーへ入ったところ、少女は、GTOの男が提案するシカゴへの訪問を拒んでいた。コロンバスへ行こうという運転手の提案も拒んだ少女は、よそ者のバイクに同乗し、去って行く。残された3人の男たちは、シボレーとGTOに乗り、レースを再開する。
シボレーが飛行場の滑走路を走行していると、音が途絶え、映写用電球の熱によってフィルムが溶け落ちる。レースの勝敗は知らされることなく、物語は終わりを迎える。

## キャスト
- ジェームズ・テイラー
- ウォーレン・オーツ
- ローリー・バード
- デニス・ウィルソン
- ハリー・ディーン・スタントン

## 評価
Rotten Tomatoesでは、35件のレヴューで支持率は94%、平均値は7.8点だった。
『The Guardian』のフィリップ・フレンチは「ヨーロッパの新しい映画から影響を受けて1970年代前半に登場したアメリカのカウンター・カルチャー映画のなかで、おそらく最良の作品である」と述べた。『The New York Times』のヴィンセント・キャンビーは「本作における出会いやレースの描写は、良質のロック音楽と同じように、アメリカにおける生のテンポとリズムを鮮やかに捉えている」と指摘した。
2012年、アメリカ国立フィルム登録簿に登録された。2015年、英国映画協会は本作を「10本の偉大なアメリカのロード・トリップ映画」の1本に選んだ。
なお、主演のジェームズ・テイラー、デニス・ウィルソン共にミュージシャンであるが、ミュージシャンという先入観で見られるのを嫌ったモンテ・ヘルマン監督の意向で、彼らの楽曲は劇中で一切使用されていない。